# Saillac (Corrèze)
Saillac è un comune francese di 180 abitanti situato nel dipartimento della Corrèze nella regione della Nuova Aquitania.

## Società

### Evoluzione demografica
Abitanti censiti